# Gaetano Latilla
Gaetano Latilla (Bari, 12 de enero de 1711-Nápoles, 15 de enero de 1788) fue un compositor italiano que desarrolló su obra a mediados del siglo XVIII, perteneciendo por lo tanto al periodo del barroco tardío de la historia de la música.

## Biografía[1]
Su actividad musical se inició en su ciudad natal cuando entró a formar parte del coro de niños de la catedral de  San Sabino. 
En marzo de 1726 se trasladó a Nápoles, para estudiar música en el Conservatorio de San Onofrio de la Puerta Capuana, donde fue alumno de Francesco Feo e Ignazio Prota.
En la primavera de 1732 presentó su primera ópera bufa,  Li mariti a forza , en el Teatro dei Fiorentini de Nápoles. En años sucesivos estrenó, siempre en el mismo teatro napolitano, otras óperas:  L’Ottavio  en el invierno de (1733),  Gl’ingannati  (1734) y  Angelica ed Orlando  en el otoño de (1735). 
En 1738 su fama se había extendido por toda Italia, viajando a Roma para estrenar otras dos nuevas producciones líricas:  Polipodio e Rucchetta , en el Teatro de la Torre Argentina; y  L’Orazio , en el Teatro Valle. A continuación marchó a Venecia para presentar en la temporada de carnaval  el drama Demofoonte , en el Teatro San Juan Crisóstomo; y siempre dentro del mismo año regresó a Roma donde, de nuevo en el Teatro Valle, estrenó  La finta cameriera , siendo quizá este último su trabajo operístico más notable.
Desde el 1 de diciembre de 1738 ejerció como segundo maestro de capilla de la Basílica de Santa María la Mayor de Roma. Durante este periodo produjo una serie de óperas que fueron muy aclamadas por el público como  Romolo  o   Siroe, re di Persia . En 1741, y a causa de problemas de salud, abandonó Roma para regresar a Nápoles.
En 1753 se estableció en Venecia donde el 14 de diciembre obtuvo el puesto de maestro del coro del Ospedale della Pietà, cargo que ocuparía hasta el 14 de marzo de 1766. En 1762 obtuvo el cargo de segundo maestro de capilla de la Basílica de San Marcos, sucediendo a  Galuppi.
En 1766 abandonó todos los cargos que había conseguido en la ciudad de los canales regresando nuevamente a Nápoles, donde residió hasta su muerte.
A Latilla se le conoce fundamentalmente como un buen y prolífico compositor de óperas, aunque también compuso algunos trabajos sacros, especialmente durante su estancia en el Ospedale della Pietà. 
Así mismo es relevante su actividad docente, siendo profesor de algunos famosos compositores posteriores como Antonio Sacchini o su sobrino Niccolo Piccinni.

## Sus óperas
- Anexo: Óperas de Latilla[2]